# Viber
Viber，是一種智能手機用的跨平台網絡電話及即時通訊軟件。作業系統為iOS、Android、Windows、Linux或Mac。其用戶無需註冊或付款，只要雙方都有安裝這套軟件就能彼此免費通訊。用戶可以通過無線網絡或UMTS，與其他用戶免費通話及傳送短訊、圖片、视频和音频媒體等。

## 公司
Viber Media是塞浦路斯的一所公司，由個人投資者成立，在白俄羅斯和以色列設有開發中心。直至2013年5月，公司累計已投資2000萬元，2013年時，並沒有收入來源，後被日本樂天公司收購。

## 歷史
- Viber於2010年12月2日首次推出，但只有在iPhone上運行版本。
- 2011年5月，開發商釋出了Android的測試版，但是限制用戶至50,000人，並於同年7月19日推出正式版本[1]。
- 2012年9月22日，高質量的通話和群組訊息在諾基亞的Windows Phone上可用[14]。
- 2013年4月17日，免費通話功能在Windows Phone上可用。
- 2013年5月7日，開發商釋出Windows和Mac的首個桌面版[15]。
- 直至2013年5月8日，Viber已擁有超過2億名用戶[16]。
- 2014年2月14日，樂天株式會社斥資九億美元併購Viber。

## 特色
- 無須設定帳戶及密碼，直接以電話號碼為帳號。
- 與手機通訊錄同步，自動檢測連絡人中的Viber用戶。
- 群組聊天，最多40個參加者。
- 能夠發送照片、影音、位置、塗鴉等訊息。
- 能夠開啟或關閉「最後登入時間」。
- 能夠開啟或關閉快速回覆功能。
- 透過 3G 或 Wi-Fi 進行免費通話。

### 桌面版
Viber 桌面應用可與手機應用同步，並擁有手機版大部分的功能和視頻通話功能。桌面版可執行於Windows和Mac。

## 封鎖
依據GreatFire測試，其主網站在中國大陸被當局的網墻封鎖，即當地網民無法正常訪問該網站，2014年10月起遭受持續封鎖至今。
2024年12月14日，俄羅斯聯邦通訊、資訊科技和大眾傳媒監督局全面终止Viber在俄罗斯领土上的使用，并指该应用程序违反俄罗斯法律。该法律的实施是为了「防止利用该应用程序进行恐怖主义和极端主义目的、招募公民实施这些活动、销售毒品以及与发布非法信息有关的威胁」。

## 相关
- 即時通訊
- 即时通讯软件列表
- WhatsApp
- LINE

## 外部連結
- Viber - Free calls, Free text messages, photo and location sharing（页面存档备份，存于）（Viber官網）